# Conus jucundus
Il cono di Abbott (Conus jucundus G.B. Sowerby III, 1887) è un mollusco gasteropode marino appartenente alla famiglia Conidae, diffuso nel Piccolo banco delle Bahamas presso l'arcipelago omonimo.

## Descrizione
Specie con una conchiglia lunga fino a 43 mm, ma di solito di dimensioni minori, di peso e spessore contenuti, piriforme o debolmente conica. I colori vanno dal rosa rosso al rosso marrone chiaro, raramente verde oliva marrone.

## Distribuzione e habitat
Il  cono di Abbott è diffuso in un'area relativamente ristretta dell'Oceano Atlantico presso il Piccolo Banco delle Bahamas, in particolare i fondali sabbiosi e ricchi di corallo sbriciolato nei pressi delle Isole Abaco. Viene rinvenuta a profondità di 1-5 metri.

## Conservazione
Pur non essendoci dati esaustivi sulla popolazione della specie, oggetto di collezionismo specialistico, si ritiene che sia a basso rischio estinzione e quindi è classificata nella categoria LC (Least Concern) della Lista rossa IUCN.